# 10. februar
10. februar er dag 41 i året, i den gregorianske kalender. Der er 324 dage tilbage af året (325 i skudår).
- Scholasticas dag. Hun var tvillingesøster til den hellige Benedikt af Nurcia.

### Begivenheder
Født - Dødsfald
- 1258 - Mongoler invaderer Baghdad, brænder den til grunden og dræber et stort antal indbyggere (mellem 10.000 og 100.000).
- 1763 - Frankrig afstår Ny Frankrig øst for Mississippi (i dag i USA og Canada) til England ved freden i Paris, som afslutter Syvårskrigen (1756–1763).
- 1795 - Borgmester Lucas Arff og byrådet i Køge beslutter, at det efterhånden stærkt forfaldne rådhus skal istandsættes. Først i 1803 går ombygningen dog i gang, og det ombyggede rådhus står færdigt i august 1804.
- 1920 - Efter et tilbud fra sejrherrerne i 1. verdenskrig stemmer Sønderjylland, (Nordslesvig) om tilhørsforholdet til Danmark. Afstemningen finder sted i zone 1, der går fra Kongeåen (grænsen siden 1864) til Kruså. 75.431 stemmer for Danmark - 25.319 for Tyskland. I tre byer - Tønder, Sønderborg og Åbenrå - er der et lille flertal for Tyskland. Trods dårligt vejr er stemmeprocenten så høj som 91,5.
- 1931 - New Delhi bliver hovedstad i Indien.
- 1949 - Arthur Millers skuespil En sælgers død har premiere i New York City.
- 1962 - Den tilfangetagne amerikanske spionpilot Francis Gary Powers bliver udvekslet med den russiske spion Rudolf Abel.
- 1968 - En dansk Sikorsky S-61 (U-281) forulykker under en natlig eftersøgning efter strandjægere over Vadehavet. Besætningen omkom..
- 1968 - Ved nogle af de første alvorlige raceuroligheder i USA bliver tre dræbt i South Carolina.
- 1974 - De bilfrie søndage ophører.
- 1995 - 82 buschauffører ved Ri-Bus i Esbjerg nedlægger arbejdet i protest mod at skulle gå 30.000 kr. ned i løn om året på grund af en privatisering af busselskabet. Det bliver optakten til en langvarig konflikt med spredte sympatistrejker i hele landet.
- 1996 - Computerprogrammet Deep Blue besejrer i en skakmatch Garry Kasparov for første gang.
- 2004 - Kanye West udgiver sit debutalbum The College Dropout.

### Født
- 1859 - Lorry Feilberg, dansk restauratør. (død 1917).
- 1879 - W.C. Fields, amerikansk skuespiller (død 1946).
- 1890 - Boris Pasternak, sovjetisk forfatter (død 1960).
- 1894 - Harold Macmillan, britisk premierminister (død 1986).
- 1898 - Bertolt Brecht, tysk forfatter (død 1956).
- 1902 - Per Buckhøj, dansk skuespiller (død 1964).
- 1904 - K. Axel Nielsen, dansk justitsminister (død 1994).
- 1926 - Hazel Court, britisk skuespillerinde (død 2008).
- 1927 - Leontyne Price, amerikansk sopran.
- 1930 - Robert Wagner, amerikansk skuespiller.
- 1935 - Theodore Antoniou, græsk komponist (død 2018).
- 1937 - Roberta Flack, amerikansk sangerinde (død 2025).
- 1938 - Børge Wagner, dansk kapelmester.
- 1940 - Roberta Flack, amerikansk sangerinde.
- 1950 - Mark Spitz, amerikansk svømmer.
- 1955 - Greg Norman, australsk golfspiller.
- 1967 - Laura Dern, amerikansk skuespillerinde.
- 1967 - Nikolaj Steen, dansk musiker.
- 1970 - Åsne Seierstad, norsk journalist og forfatter.
- 1982 - Justin Gatlin, amerikansk sprinter.

### Dødsfald
- 1134 - Robert 2., hertug af Normandiet (født 1054).
- 1755 - Montesquieu, fransk forfatter (født 1689).
- 1837 - Aleksandr Sergejevitj Pusjkin, russisk forfatter (født 1799).
- 1879 - Honoré Daumier, fransk tegner og maler (født 1808).
- 1923 - Wilhelm Conrad Röntgen, tysk fysiker og modtager af Nobelprisen i fysik(født 1845).
- 1957 - Laura Ingalls Wilder, amerikansk forfatter (født 1867).
- 1983 - Elith Pio, dansk skuespiller (født 1887).
- 1992 - Alex Haley, amerikansk forfatter (født 1921).
- 2002 - Traudl Junge, tysk sekretær for Hitler (født 1920).
- 2005 - Arthur Miller, amerikansk forfatter (født 1915).
- 2006 - J Dilla, amerikansk rapper og producent (født 1974).
- 2008 - Inga Nielsen, dansk operasangerinde (født 1946).
- 2008 - Roy Scheider, amerikansk skuespiller (født 1932).
- 2021 - Ebba Nørager, dansk skuespillerinde (født 1927).
- 2025 - Leif Petersen, dansk forfatter og dramatiker (født 1934)

|  | Denne datoartikel kan blive bedre, hvis der indsættes et (bedre) billede Du kan hjælpe ved at afsøge Wikimedia Commons for et passende billede eller uploade et godt billede til Wikimedia Commons iht. de tilladte licenser og indsætte det i artiklen. |